# شركة التدفئة المركزية الكورية
شركة التدفئة المركزية الكورية ( KDHC ؛ (الكورية: 한국지역난방공사) شركة تدفئة مركزية كورية جنوبية، يقع مكتبها الرئيسي في سيونغنام ، كوريا الجنوبية. تأسست كشركة قانونية عام ١٩٨٥ م بهدف الالتزام بتنفيذ اتفاقية الأمم المتحدة الإطارية بشأن تغير المناخ بفعالية، من خلال تعزيز ترشيد إستهلاك الطاقة وتحسين مستويات المعيشة من خلال الاستخدام الفعال للتدفئة المركزية".  وقد وفّرت الشركة خدمات التدفئة المركزية لـ ١.٣ مليون أسرة كورية جنوبية اعتبارًا من عام ٢٠١٥. 

## أنظر أيضاً
- الطاقة في كوريا الجنوبية